# Alan Reid Smith
Alan Reid Smith (1943) is een Amerikaans botanicus en specialist in Pteropsida (varens).
Hij studeerde aan de Staatsuniversiteit van Iowa. In 1967 volgde hij een cursus in Costa Rica waar hij, naar eigen zeggen, geobsedeerd werd door tropische varens.
In 1969 werd hij werkzaam bij de afdeling Pteridophyta en Grassen van het herbarium van de Universiteit van Californië in Berkeley, waarvan hij op dit moment de leiding heeft.
Van 1997 tot 1998 onderzocht hij de fylogenetische relaties tussen varens en hun nauwe verwanten, en specifiek de verwantschappen bij de families Polypodiaceae/Grammitidaceae, Hymenophyllaceae, Thelypteridaceae en het geslacht Equisetum.
Met collega's van de Missouri Botanical Garden deed hij floristisch onderzoek naar de varens van Venezuela, Bolivia, Mexico, Moorea en de Cookeilanden, wat leidde tot het identificeren en klasseren van duizenden exotische varens voor het herbarium.
Hij werkte nauw samen met R. Moran bij de studie van de biogeografie van varens met een verspreiding over Afrika en Amerika in een evolutionaire context.
Smith is redactielid van het Flora of North America-project, dat werkt aan een moderne floristische beschrijving van de vaatplanten en mossen van de Verenigde Staten, Canada en Groenland.
Zijn laatste grote werk is A classification for extant ferns uit 2005, waarin hij een taxonomie van niet-uitgestorven varens voorstelt op basis van fylogenetische onderzoek.